# Erik Forsberg (1875–1946)
Erik August Forsberg, född den 16 oktober 1875 i Visby stadsförsamling, Gotlands län, död den 16 oktober 1946 i Oscars församling, Stockholms län, var en svensk civilingenjör och företagsledare.

## Biografi
Forsberg avlade 1896 civilingenjörsexamen vid Tekniska högskolans avdelning för mekanik. Han var anställd vid Bergsunds Mekaniska Verkstad och hos Gustaf De Laval 1897–1898 samt vid Dufton Konstantinovitjs elektromekaniska verkstad i Sankt Petersburg 1898–1902. Från 1902 var han knuten till AB Separator (som ritkontorschef och överingenjör från 1906, vice verkställande direktör från 1922).
Forsberg blev 1909 ledamot av AB Separators styrelse och tillhörde även styrelserna för flera dithörande dotterbolag. Han var själv upphovsman till åtskilliga uppfinningar inom separatorsbranschen. Han var 1910–1916 ledamot av kommittén för lärlingsväsendet och 1918 av centralupphandlingskommissionen. 1912–27 var han speciallärare i industriell ekonomi vid Tekniska högskolan.
Forsberg invaldes som ledamot av Ingenjörsvetenskapsakademien 1919. Han utgav bland annat Industriell ekonomi (1915) och De tekniska vetenskaperna (1921).
Forsberg är gravsatt på Solna kyrkogård.